# 김해연
김해연(金海淵, 1966년 7월 10일, 부산광역시 ~ )은 진보신당 소속 제8·9대 경상남도의원이며, 제3·4대 경상남도 거제시의원이다.

## 학력
- 성전국민학교 졸업
- 부산동중학교 졸업
- 부산기계공업고등학교 졸업
- 거제대학교 조선기계학과 졸업
- 경상대학교 기계항공공학과 졸업

### 비학위 수료
- 부산대학교 대학원 졸업

## 경력
- 2001.04 ~ 2002.06 제3대 경상남도 거제시의회 의원
- 2001.04 ~ 2002.06 제3대 경상남도 거제시의회 후반기 산업건설위원회 위원
- 2001.04 ~ 2002.06 제3대 경상남도 거제시의회 후반기 의회운영위원회 위원
- 2001.04 ~ 2002.06 제3대 경상남도 거제시의회 후반기 예산결산특별위원회 위원
- 2002.07 ~ 2006.06 제4대 경상남도 거제시의회 의원
- 2002.07 ~ 2004.07 제4대 경상남도 거제시의회 전반기 산업건설위원회 위원장
- 2002.07 ~ 2004.07 제4대 경상남도 거제시의회 전반기 예산결산특별위원회 위원
- 2004.07 ~ 2006.06 제4대 경상남도 거제시의회 후반기 산업건설위원회 위원장
- 2004.07 ~ 2006.06 제4대 경상남도 거제시의회 후반기 예산결산특별위원회 위원장
- 경남도의회 새희망연대 대표
- 2006.07 ~ 2010.06 제8대 경상남도의회 의원
- 2006.07 ~ 2008.07 제8대 경상남도의회 전반기 의회운영위원회 위원
- 2006.07 ~ 2008.07 제8대 경상남도의회 전반기 건설소방위원회 위원
- 2006.07 ~ 2008.07 제8대 경상남도의회 전반기 예산결산특별위원회 위원
- 2008.07 ~ 2010.06 제8대 경상남도의회 후반기 의회운영위원회 위원
- 2008.07 ~ 2010.06 제8대 경상남도의회 후반기 건설소방위원회 위원
- 2008.07 ~ 2010.06 제8대 경상남도의회 후반기 예산결산특별위원회 위원
- 2010.07 ~ 2013.01 제9대 경상남도의회 의원
- 2010.07 ~ 2012.07 제9대 경상남도의회 전반기 경제환경위원회 위원
- 2012.07 ~ 2013.01 제9대 경상남도의회 후반기 농수산위원회 위원장

## 역대 선거 결과
|  | 0% |

|  | 0% |

|  | 50.87% |

|  | 47.93% |

|  | 38.85% |

|  | 8.47% |